# Augurius

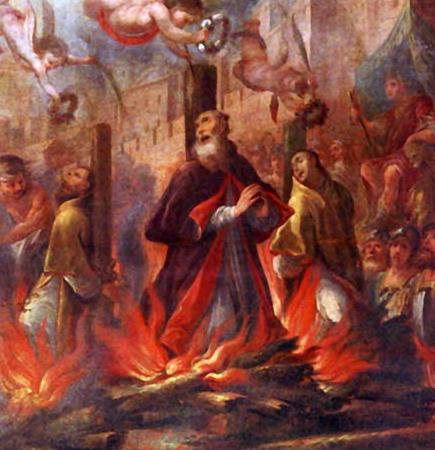
St. Fructuous, Augurius en Eulogius

Augurius (? – Tarragona, 21 januari 259) was een Spaans geestelijke en martelaar.
Augurius was de diaken van de eveneens heilig verklaarde Fructuosus, bisschop van het Spaanse Tarragona. Tijdens de vervolgingen onder de keizers Valerianus I en Gallienus vond Augurius samen met de bisschop en een andere diaken, Eulogius, de dood op de brandstapel. De verbranding vond plaats in het Amfitheater van Tarraco.
Volgens een overlevering werden de bisschop en zijn diaken op 16 januari 259 in opdracht van de gouverneur Aemilianus gevangengenomen. De arrestanten werd gewezen op de bepaling van de keizer, dat alleen het aanbidden van de Romeinse goden toegestaan was, iets wat de bisschop en zijn diaken verwierpen.
Over het martelaarschap van Augurius en zijn gezellen is een hymne bekend van Prudentius, een dichter uit Hispania Tarraconensis, opgenomen in zijn Liber Cathemerinon: 'Hymne ter ere van de meest Zalige martelaren Fructuosus, bisschop van Tarragona, en Augurius en Eulogius, diakens'.
Zijn feestdag, samen met die van Fructuosus en Eulogius, is op 21 januari. Alle drie heiligen worden vereerd in Tarragona.